# 沃伦·霍伯格
沃伦·伍德罗·“伍迪”·霍伯格（英語：Warren Woodrow "Woody" Hoburg，1985年9月16日—），是一位美国工程师和NASA宇航员。

## NASA事业
2017年6月霍伯格入选NASA第二十二组宇航员。2020年12月，他被选为2024年阿耳忒弥斯计划月球任务的18名NASA宇航员之一。
他被选为2023年SpaceX載人6號任务的飞行员。